# Кобра (ополчение)
Кобра (фр. Cobra) — ополчение в Республике Конго. Во время гражданской войны сражались за президента Дени Сассу-Нгессо. Ополченцы в «Кобру» набирались с безлюдного севера Республики Конго и насчитывали 8000 человек. Также были известны как «Демократические и патриотические силы».

## История
Ополчение «Кобра», основанное примерно в 1993 году или раньше, поддерживало политика Дени Сассу-Нгессо. В 1993 году в стране разразилась первая гражданская война, во время которой ополченцы «кобры» сражалось с ополчением «кокойи» политика Паскаля Лиссубы, убив до 2000 человек, но в конечном итоге закончилось подписанием мирного соглашения.
В 1997 году разразилась вторая гражданская война между ополчением «Кобра» с одной стороны и ополчением «Кокойи», ополчением «Нсилулу» и бывшим союзником ополчением «Ниндзя» с другой. С помощью вооружённых сил Анголы ополчение «Кобра» смогло одержать победу над ополченцами Паскаля Лиссубы.

### Падение Браззавиля
В Браззавиле в результате битвы между силами сторонников Паскаля Лиссубы и «кобрами» большая часть столицы была разрушена, оставив после себя сожжённые руины и разбитую бронетехнику. Когда силы сторонников Паскаля Лиссубы отступили после ожесточенного боя, ополчение «Кобра» разграбило сотни домов, предприятий и транспортных средств.

## Нарушение прав человека
Ополчение «Кобра» допустило множество нарушений прав человека, а именно: преднамеренно убивало безоружных гражданских лиц, обвиняемых в поддержке врагов ополченцев, участвовало в изнасилованиях и мародерстве.